# Quadricalcarifera japonica
Quadricalcarifera japonica är en fjärilsart som beskrevs av Kentaro Nakatomi 1981. Quadricalcarifera japonica ingår i släktet Quadricalcarifera och familjen tandspinnare. Inga underarter finns listade.